# Parlamento dell'India
Il Parlamento dell'India, conosciuto anche come Sansad (in sanscrito संसद) è l'organo che detiene il potere legislativo nel sistema politico dell'India.
Il parlamento è composto da 790 parlamentari, che rappresentano il corpo elettivo più numeroso al mondo.

## Caratteristiche
È un parlamento bicamerale composto da una camera del popolo (Lok Sabha) ed il consiglio degli stati (Rajya Sabha). Le due camere hanno la propria sede a Sansad Bhavan, a Nuova Delhi.
Il parlamento comprende anche il Presidente dell'India.

## Sociologia politica
Lo scienziato della politica Milan Vaishnav ha evidenziato che le elezioni parlamentari sono un esercizio democratico di dimensioni ciclopiche: nel 2014, ad esempio, 554 milioni di elettori si misero in fila presso 900 mila seggi elettorali, per eleggere i componenti del Parlamento indiano tra 8250 candidati in rappresentanza di 464 partiti politici registrati. Il costo della partecipazione al processo politico - in quella che convenzionalmente viene definita la più popolosa democrazia al mondo - ha però enfatizzato anche il pericolo di inquinamento della vita pubblica: il 34 per cento del 543 parlamentari eletti nel 2014 fronteggiavano imputazioni penali (con un incremento rispetto al 30 per cento del 2009 ed il 24 per cento nel 2004.